# Cienega (Cotagaita)
Cienega ist eine Ortschaft im Departamento Potosí im südamerikanischen Andenstaat Bolivien.

## Lage im Nahraum
Cienega liegt in der Provinz Nor Chichas und ist eine Ortschaft im Cantón Cotagaita im Municipio Cotagaita. Cienega liegt auf einer Höhe von 3002 m am rechten, südliche Ufer des Río Atocha, der sich flussabwärts mit dem Río Blanco zum Río Cotagaita vereinigt, einem Zufluss zum Río Pilcomayo, der über den Río Paraguay und den Río de la Plata zum Atlantischen Ozean hin entwässert.

## Geographie
Cienega liegt im südlichen Teil der kargen Hochebene des bolivianischen Altiplano. Das Klima ist wegen der Binnenlage kühl und trocken und durch ein typisches Tageszeitenklima gekennzeichnet, bei dem die Temperaturschwankungen zwischen Tag und Nacht in der Regel deutlich größer sind als die jahreszeitlichen Schwankungen.
Die Jahresdurchschnittstemperatur liegt bei 15 °C (siehe Klimadiagramm Cotagaita) und schwankt nur unwesentlich zwischen 11 °C im Juni/Juli und 18 °C im Dezember und Januar. Der Jahresniederschlag beträgt nur etwa 300 mm, mit einer stark ausgeprägten Trockenzeit von April bis Oktober mit Monatsniederschlägen unter 10 mm, und einer Feuchtezeit von Dezember bis Februar mit 70–80 mm Monatsniederschlag.

## Verkehrsnetz
Cienega liegt in einer Entfernung von 284 Straßenkilometer südlich von Potosí, der Hauptstadt des Departamentos.
Von Potosí aus führt die asphaltierte Nationalstraße Ruta 1, die vom Titicacasee aus in südöstlicher Richtung bis zur argentinischen Grenze führt, über 37 Kilometer nach Cuchu Ingenio. Von dort aus zweigt die Ruta 7 in südlicher Richtung ab und erreicht über Vitichi und Tumusla nach 203 Kilometern Cotagaita. Die Ruta 7 überquert dann auf einer Brücke den Río Cotagaita, und dort am Nordrand der Ortschaft Llajta Chimpa zweigt eine Nebenstraße in westlicher Richtung von der Ruta 7 ab, verläuft auf der südwestlichen, rechten Flussseite des Río Cotagaita und erreicht Iricsina nach zwölf Kilometern.
Von Iricsina aus folgt man dem Río Cotagaita weitere fünf Kilometer bis zur Ortschaft Cotagaitilla am Río Caiti, einem rechten Nebenfluss des Río Cotagaita, folgt dem Río Caiti weitere sieben Kilometer in südwestlicher Richtung, durchquert den Fluss nach Nordwesten und erreicht nach acht Kilometern den Río Atocha, wo weitere neun Kilometer flussaufwärts die Ortschaft Cienega liegt. Auf den folgenden 39 Kilometern folgt man dem Río Atocha flussaufwärts auf der rechten Flussseite durch eine fast menschenleere Region, bis schließlich an der Mündung des kleinen Río Cobre Mayu die Ortschaft Quechisla auftaucht. Der Fahrweg führt dann flussaufwärts weiter in südlicher Richtung bis nach Atocha.

## Bevölkerung
Die Einwohnerzahl der Ortschaft ist in dem Jahrzehnt zwischen den beiden letzten Volkszählungen auf fast das Doppelte angestiegen:
| Jahr | Einwohner         | Quelle       |
| ---- | ----------------- | ------------ |
| 1992 | keine Detaildaten | Volkszählung |
| 2001 | 69                | Volkszählung |
| 2012 | 126               | Volkszählung |
| 2024 |                   | Volkszählung |

Die Bevölkerung der Region gehört vor allem dem indigenen Volk der Quechua an, 96,1 Prozent der Einwohner im Municipio Cotagaita sprechen Quechua.